# Nekrolog 1966
Nekrolog
◄◄
| ◄
| 1962
| 1963
| 1964
| 1965
| 1966 | 1967 | 1968 | 1969 | 1970 | ► | ►►
1. Quartal |
2. Quartal |
3. Quartal |
4. Quartal 
Weitere Ereignisse | Allgemeiner Nekrolog 1966
Die Beschreibung der verstorbenen Person sollte so kurz wie möglich gehalten sein und nur deren signifikante Tätigkeit(en) enthalten.
Neue Namen ggf. auch unter dem Geburts- und Sterbedatum, also etwa unter 1. Januar und im Geburts- und Sterbejahr (2024) eintragen (nur bei entsprechender großer Wichtigkeit). Für Beispiele siehe die schon vorhandenen Artikel.
Außerdem über die fünf zuletzt Verstorbenen, zu denen es einen ausreichend guten Artikel für eine Präsentation auf der Hauptseite gibt, nach der todesbedingten Überarbeitung der Artikel ggf. auch unter Wikipedia Diskussion:Hauptseite informieren und sie am besten auch in den anderen Wikipedia-Sprachversionen eintragen. Tipp: Regelmäßig bei news.google.de nach „ist tot“, „gestorben“ oder „verstorben“ suchen.
Wenn eine Person gestorben ist, gibt es viele Seiten zu dieser Person in der Wikipedia, die davon auch betroffen sind und entsprechend aktualisiert werden müssen. Beispiele: Namenübersichtsseite, Geburtsjahr, Geburtsort-Seiten und viele mehr.
Wie finde ich die betroffenen Seiten?
Im Suchfeld auf der linken Seite gibt man den Suchbegriff so ein: „Vorname Nachname“. Dann klickt man auf Volltext und alle Seiten mit entsprechendem Suchtext werden aufgerufen. Hier sieht man dann schnell, wo auch das Todesjahr Sinn macht oder sogar ein Teil des Artikels angepasst werden muss. Auch hilft das „Werkzeug“ auf der linken Seite sehr gut, um solche Seiten aufzufinden: „Links auf diese Seite“. Somit ist die Wikipedia wieder aktuell in allen Bereichen! Hinweis: bei Eintragung der Kategorie „Gestorben JAHR“ wird der Missbrauchsfilter 49 ausgelöst, was jedoch nicht schlimm ist. Siehe: Spezial:Missbrauchsfilter/49
Dies ist eine Liste von im Jahr 1966 verstorbenen bekannten Persönlichkeiten. Die Einträge erfolgen innerhalb der einzelnen Daten alphabetisch sortiert. Tiere sind im Nekrolog für Tiere zu finden.
Die Liste ist nach Quartalen aufgeteilt:
- Nekrolog 1. Quartal 1966: Januar, Februar und März
- Nekrolog 2. Quartal 1966: April, Mai und Juni
- Nekrolog 3. Quartal 1966: Juli, August und September
- Nekrolog 4. Quartal 1966: Oktober, November und Dezember

## Datum unbekannt
| Fred Assunto                          | US-amerikanischer Jazzer                                                           |  |
| Jean Barol                            | französischer Keramiker                                                            |  |
| Lisa Barthel-Winkler                  | deutsche Schriftstellerin                                                          |  |
| Bryan Berry                           | britischer Science-Fiction-Autor                                                   |  |
| Jovanka Bončić-Katerinić              | jugoslawische Architektin                                                          |  |
| Robert Bouladoux                      | französischer Filmarchitekt                                                        |  |
| Angela Braun-Stratmann                | deutsche Journalistin und Politikerin der SPD                                      |  |
| Louise Bresslau-Hoff                  | deutsche Schriftstellerin und Dichterin                                            |  |
| Paul de Bruyn                         | deutscher Fabrikant und Motorsportfunktionär                                       |  |
| Alfred Buckowitz                      | deutscher Schriftsteller                                                           |  |
| Otto Buek                             | deutscher Philosoph, Schriftsteller und Übersetzer                                 |  |
| Michail Nikolajewitsch Bujanowski     | russischer Hornist und Musikpädagoge                                               |  |
| Wilhelm Heinrich Burger-Willing       | deutscher Maler                                                                    |  |
| Karl Josef Georg Busemann             | deutscher Journalist und Redakteur                                                 |  |
| Felice Carena                         | italienischer Maler                                                                |  |
| Domenico Cavagnari                    | italienischer Admiral und Staatssekretär                                           |  |
| Lala Rup Chand                        | indischer Jurist und Diplomat                                                      |  |
| Joseph D. Charles                     | haitianischer Jurist und Diplomat                                                  |  |
| Wilhelm Claas                         | deutscher Heimatforscher                                                           |  |
| Gertrude Baby Cox                     | US-amerikanische Variete-Künstlerin und Jazzsängerin                               |  |
| Eric Fitch Daglish                    | britischer Kupferstecher und Schriftsteller                                        |  |
| Jack Dickin                           | britischer Schwimmer und Wasserballspieler                                         |  |
| Josef Eilles                          | deutscher Reichsgerichtsrat                                                        |  |
| Alfred Eversbusch                     | deutscher Unternehmer                                                              |  |
| Roger Fanfant                         | französischer Musiker (Akkordeon, Violine) und Bandleader des Jazz und des Biguine |  |
| Rafail Borissowitsch Farbman          | ukrainischer Kommunist und Parteifunktionär                                        |  |
| Robert Firth                          | englischer Fußballspieler und -trainer                                             |  |
| Frieda Fischer                        | deutsche Malerin                                                                   |  |
| Frederic Eugene Basil Foley           | US-amerikanischer Urologe                                                          |  |
| Ludwig Friessnegg                     | österreichischer Gerechter unter den Völkern                                       |  |
| Donald Gee                            | Bibelschullehrer, prägender Geistlicher der Pfingstbewegung                        |  |
| Vasos Germenis                        | griechischer Bildhauer und Maler                                                   |  |
| Stylianos Gonatas                     | griechischer General, Politiker und Ministerpräsident                              |  |
| Reinhold Götze                        | deutscher Widerstandskämpfer gegen den Nationalsozialismus, Politiker (SED)        |  |
| Einar Lilloe Gran                     | norwegischer Ingenieur und Pionier der Luftfahrt                                   |  |
| Heinz Graupner                        | deutscher Arzt und Schriftsteller                                                  |  |
| André Groult                          | französischer Kunsthandwerker und Innenarchitekt                                   |  |
| Ulrich Grunmach                       | deutscher Musikwissenschaftler, Kirchenmusiker und Komponist                       |  |
| Hans Harbauer                         | deutscher Unternehmer und Kommunalpolitiker (NSDAP)                                |  |
| Christian Herbst                      | deutscher Verwaltungsbeamter                                                       |  |
| Eduard Horst                          | deutscher Landschafts-, Porträt- und Glasmaler der Düsseldorfer Schule             |  |
| Margarete Hruby                       | österreichische Schauspielerin                                                     |  |
| Willi Hundt                           | deutscher Sparkassendirektor und Politiker (SPD), MdBB                             |  |
| John Høegh                            | grönländischer Schmied, Fotograf und Landesrat                                     |  |
| Ernst Issberner-Haldane               | deutsch-australischer Handleser, Yogalehrer und Okkultist                          |  |
| Clifford Jackaman                     | britischer Offizier der RAF                                                        |  |
| Kurt Jäckel                           | deutscher Maler                                                                    |  |
| Erich Jenisch                         | deutscher Literaturhistoriker                                                      |  |
| Emmanuil Semjonowitsch Jentschmen     | sowjetischer Philosoph                                                             |  |
| Alfred Jurzykowski                    | polnischer Manager und Kunstförderer                                               |  |
| Leo Keller                            | österreichischer Architekt                                                         |  |
| Friedrich Wilhelm Kesselring          | deutscher Botaniker und Leiter des Botanischen Gartens in Darmstadt                |  |
| Walter Kießling                       | deutscher Jurist und Politiker (NSDAP), Oberbürgermeister von Gera                 |  |
| Otto Kortüm                           | deutscher Politiker (SPD), Bürgermeister von Stralsund (1945)                      |  |
| Eugen Lang                            | deutscher Winzer                                                                   |  |
| Vizconde de Lascano Tegui             | argentinischer Diplomat und Schriftsteller                                         |  |
| William le Maire de Warzée d’Hermalle | belgischer Tennisspieler                                                           |  |
| Mia Leche Löfgren                     | schwedische Schriftstellerin                                                       |  |
| Emil Lerp                             | deutscher Unternehmer und Erfinder                                                 |  |
| Jorge Letelier Núñez                  | chilenischer Maler                                                                 |  |
| Robert Lippert                        | österreichischer Jurist und paramilitärischer Aktivist                             |  |
| Carl Christoph Lörcher                | deutscher Architekt, Stadtplaner und Hochschullehrer                               |  |
| Jewgeni Fjodorowitsch Ludschuweit     | sowjetischer Kulturoffizier im Zweiten Weltkrieg                                   |  |
| Frieda Magnus-Unzer                   | deutsche Schriftstellerin                                                          |  |
| Karl Mahler                           | deutscher Pädagoge, Unternehmer und Politiker (FDP)                                |  |
| Wahan Malesjan                        | armenischer Dichter und Schriftsteller                                             |  |
| Haiganouche Mark                      | armenische Schriftstellerin                                                        |  |
| Jan Martel                            | französischer Bildhauer und Designer                                               |  |
| Joël Martel                           | französischer Bildhauer und Designer                                               |  |
| Elisabeth Marten                      | deutsche Illustratorin                                                             |  |
| Antoni Massana i Bertran              | katalanischer Komponist, Jesuit und Pastoraltheologe                               |  |
| Erich Mattern                         | deutscher Architekt                                                                |  |
| Hugo Meisel                           | deutscher Porzellan-Gestalter und Museumsdirektor                                  |  |
| Gustav Melcher                        | deutscher Maler und Autor                                                          |  |
| Otto Ernst Meyer                      | deutsch-brasilianischer Luftfahrtunternehmer                                       |  |
| Sherman Miles                         | US-amerikanischer Offizier und Politiker (Republikanische Partei)                  |  |
| Mauro Morassi                         | italienischer Filmregisseur                                                        |  |
| James R. Newman                       | US-amerikanischer Anwalt                                                           |  |
| Newton Pádua                          | brasilianischer Komponist                                                          |  |
| Albert Pellaton                       | Schweizer Uhrmacher und Erfinder                                                   |  |
| Claughton Pellew                      | britischer Maler, Holzschnittkünstler und Radierer                                 |  |
| Raúl Pateras Pescara                  | argentinischer Luftfahrtpionier und Erfinder                                       |  |
| Arthur Pigeon                         | kanadischer Akkordeonist                                                           |  |
| Hugh Bertie Campbell Pollard          | britischer Diplomat                                                                |  |
| Manuel María Ponce Brousset           | peruanischer Zweitagespräsident 1930                                               |  |
| Paul Rauchfuß                         | deutscher Lehrer und Musiker                                                       |  |
| Wilhelm Reibert                       | deutscher Jurist und Offizier, Herausgeber eines Soldatenhandbuches                |  |
| Georg Rickhey                         | Ingenieur und Generaldirektor der Mittelwerke GmbH in Dora-Mittelbau               |  |
| Berthold Rodewald                     | deutscher Arzt                                                                     |  |
| Giuseppe Romagnoli                    | italienischer Bildhauer, Kupferstecher und Medailleur                              |  |
| Antônio de Sá Pereira                 | brasilianischer Pianist und Musikpädagoge                                          |  |
| Sak Prasert                           | laotischer Prinz, Beamter und Gouverneur                                           |  |
| Baltasar Samper i Marquès             | mallorquinischer Pianist, Dirigent, Komponist und Volksliedforscher                |  |
| Eugene Kevin Scallan                  | südafrikanischer Botschafter                                                       |  |
| Hans Schaller                         | deutscher Kameramann, Bildjournalist und Fotograf                                  |  |
| Fritz Schwager                        | österreichischer Parteifunktionär (SPÖ/KPÖ/KPD/SED)                                |  |
| Hans Schwann                          | deutscher Journalist, Publizist und Pazifist                                       |  |
| Stephan Seidler                       | österreichischer Maler, Galerist, Kunstsammler, Unternehmer                        |  |
| Alexander-Patterson Sherry            | schottischer Fußballspieler                                                        |  |
| Auguste Städele                       | deutsche Bäuerin und Fotografin                                                    |  |
| Karl Straub                           | deutscher politischer KZ-Häftling, Widerstandskämpfer                              |  |
| Hernando Téllez                       | kolumbianischer Schriftsteller und Politiker                                       |  |
| Titaÿna                               | französische Schriftstellerin, Journalistin und Reporterin                         |  |
| Julius Versé                          | deutscher Geologe und Bergbauingenieur                                             |  |
| Friedrich Wehner                      | deutscher Politiker (CDU), MdBB                                                    |  |
| Jechiel Jaakov Weinberg               | orthodoxer Rabbiner                                                                |  |
| Lothar Weise                          | deutscher Schriftsteller und Science-Fiction-Autor                                 |  |
| Claus Wenskus                         | deutscher Maler                                                                    |  |
| Rudolf Wertz                          | österreichischer Arzt, Gerechter unter den Völkern                                 |  |
| Robert Wintgen                        | deutscher Chemiker und Hochschullehrer                                             |  |
| Yoshida Kōtarō                        | japanischer Kampfsportler des Daitō-ryū                                            |  |
| Alois Zeiler                          | deutscher Reichsgerichtsrat                                                        |  |
| ʿAlī ʿAbd ar-Rāziq                    | ägyptischer Islamgelehrter und Scharia-Richter                                     |  |